# Xanthorrhoea acaulis
Xanthorrhoea acaulis är en grästrädsväxtart som först beskrevs av Alma Theodora Lee, och fick sitt nu gällande namn av D.J.Bedford. Xanthorrhoea acaulis ingår i släktet Xanthorrhoea och familjen grästrädsväxter. Inga underarter finns listade i Catalogue of Life.